# بيورن أفزيليوس
بيورن سفانتي أفزيليوس (بالسويدية: Björn Svante Afzelius) ولد في 27 يناير 1947 في هوسكفارنا، يونشوبينغ وتوفي في 16 فبراير 1999 في غوتنبرغ.
كان مغني وكاتب أغاني وعازف غيتار، سويدي، كان إشتراكياً، غنى في الحب والسياسة، والسعادة والحزن في الحياة.

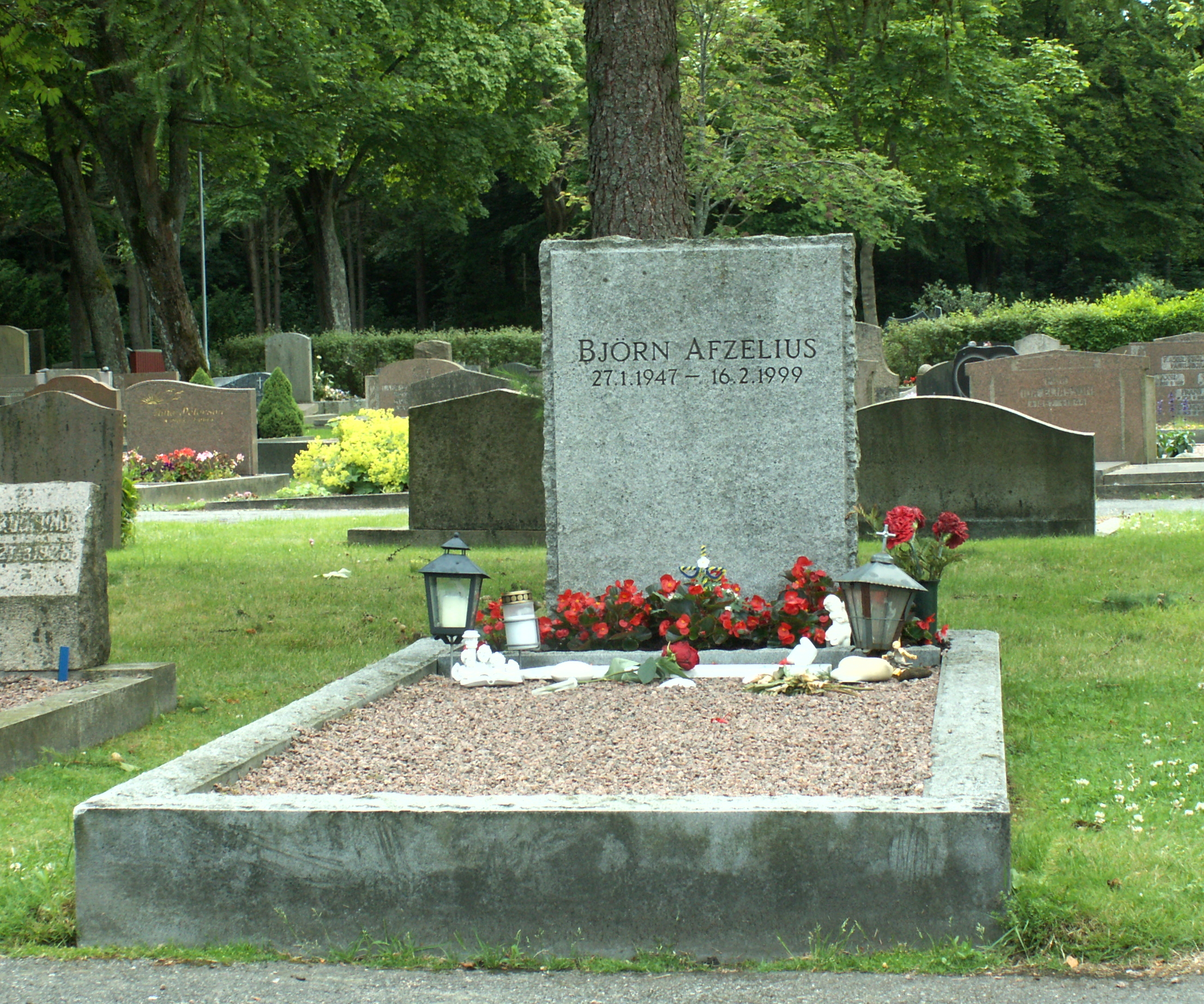
قبر بيورن أفزيليوس في غوتنبرغ

## حياته المهنية
كان والده سفانتي أرنولد أفزيليوس (1923-1976) مهندساً معماريا ووالدته أولا أفزيليوس (1926-1971) ربة منزل، كان له شقيق وحيد، أخوه بينغت معلم موسيقى، بدأ بتعلم الموسيقى بسن صغيرة جداً، لأن والدته وعائلته من والدته كانوا مختلطين بالموسيقى بشكل كبير.

## روابط خارجية
- بيورن أفزيليوس على موقع IMDb (الإنجليزية)
- بيورن أفزيليوس على موقع ميوزك برينز (الإنجليزية)
- بيورن أفزيليوس على موقع قاعدة بيانات الأفلام السويدية (السويدية)
- بيورن أفزيليوس على موقع أول ميوزيك (الإنجليزية)
- بيورن أفزيليوس على موقع ديسكوغز (الإنجليزية)
- بيورن أفزيليوس على موقع قاعدة بيانات الفيلم (الإنجليزية)